# Валдоміро Ваз Франко
Валдоміро Ваз Франко (порт. Valdomiro Vaz Franco, нар. 17 лютого 1946, Крісіума) — бразильський футболіст, що грав на позиції нападника.
Виступав, зокрема, за «Інтернасьйонал», а також національну збірну Бразилії.

## Клубна кар'єра
У дорослому футболі дебютував 1965 року виступами за команду «Комерсаріу» з рідного міста Крісіума, в якій провів два сезони, після чого протягом 1968 року захищав кольори клубу «Пердігао».
Своєю грою за останню команду привернув увагу представників тренерського штабу клубу «Інтернасьйонал», до складу якого приєднався 1968 року. Відіграв за команду з Порту-Алегрі наступні дванадцять сезонів своєї ігрової кар'єри. За цей час тричі виборював титул чемпіона Бразилії та десять разів ставав чемпіоном штату Ріу-Гранді-ду-Сул, ставши рекордсменом «Інтернасьйонала» за кількістю проведених матчів — 803. За різними даними, забив від 187 до 192 голів за «Інтер» (в тому числі двічі стаючи найкращим бомбардиром чемпіонату штату Ріу-Гранді-ду-Сул), що робить Валдоміро четвертим бомбардиром в історії клубу.
Протягом 1980—1981 років захищав кольори колумбійського клубу «Мільйонаріос», після чого повернувся до «Інтернасьйонала», в якому і завершив ігрову кар'єру у 1982 році.

## Виступи за збірну
27 травня 1973 року дебютував в офіційних іграх у складі національної збірної Бразилії під час товариського матчу проти Болівії, в якій він також забив свій перший гол у національній команді.
У складі збірної був учасником чемпіонату світу 1974 року у ФРН, на якому зіграв у 6 іграх своєї команди і в матчі з Заїром (3:0) відзначився голом.
Загалом протягом кар'єри у національній команді, яка тривала 5 років, провів у її формі 18 матчів, забивши 4 голи.

## Титули і досягнення

### Командні
- Чемпіон Бразилії (3):

«Інтернасьйонал»: 1975, 1976, 1979
- Чемпіон штату Ріу-Гранді-ду-Сул (10):

«Інтернасьйонал»: 1969, 1970, 1971, 1972, 1973, 1974, 1975, 1976, 1978, 1982

### Особисті
- Найкращий бомбардир чемпіонату штату Ріу-Гранді-ду-Сул: 1971 (6 голів), 1978 (15 голів)
- Володар бразильського Срібного м'яча: 1976